# Rommersberg
Engelskirchen-Rommersberg ist ein Ortsteil der Gemeinde Engelskirchen im Oberbergischen Kreis in Nordrhein-Westfalen in Deutschland.

## Lage und Beschreibung
Der Ort liegt rund 1,7 km östlich von Engelskirchen entfernt.

## Geschichte

### Erstnennung
1413 wurde der Ort in der "Kämmereirechnung für den Fronhof Lindlar" das erste Mal urkundlich erwähnt.
Schreibweise der Erstnennung: Rummersberch